# 高乐县
高乐县，中国汉朝古县名。
西汉置高乐县，治所在今河北省南皮县东南三十里董村乡。属幽州刺史部的勃海郡，为勃海郡二十六縣之一。王莽新朝时，高樂县改称為鄉县。东汉废高乐县，地入南皮县。